# کی‌یر او دانل
کی‌یر او دانل (به انگلیسی: Keir O'Donnell) (زاده ۸ نوامبر ۱۹۷۸) بازیگر استرالیایی-آمریکایی است.
از فیلم‌های معروف او می‌توان به بازی در فیلم جدایی، آسیب‌شناسی، با استعداد، گرفتن شانس، یک مورد از شما، آمبولانس و مارمالاد اشاره کرد.